# Магеллан (лунный кратер)
Кратер Магеллан (лат. Magelhaens), не путать с кратером Магеллан на Марсе, — крупный древний ударный кратер в области юго-западного побережья Моря Изобилия на видимой стороне Луны. Название присвоено в честь португальского и испанского мореплавателя Фернана Магеллана (1480—1521) и утверждено Международным астрономическим союзом в 1935 г. Образование кратера относится к нектарскому периоду.

## Описание кратера

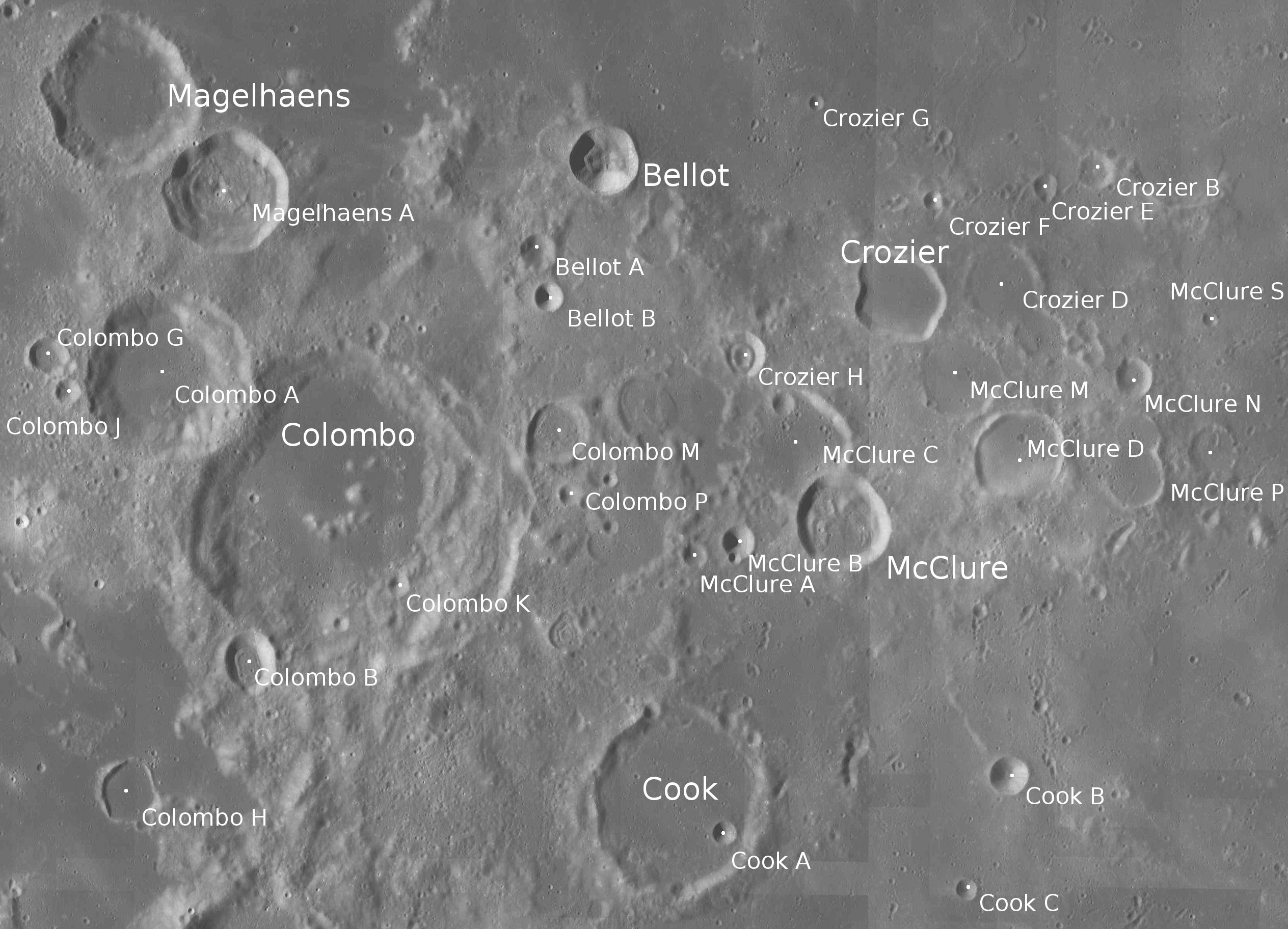
Окрестности кратера Магеллан. Снимок зонда Lunar Reconnaissance Orbiter.

Ближайшими соседями кратера являются кратер Гутенберг на северо-западе; кратер Гоклений на севере; кратер Белло на востоке; кратер Колумб на юге-юго-востоке и кратер Боненбергер на юго-западе. На западе от кратера Магеллан находятся горы Пиренеи и далее за ними Море Нектара; на севере - борозды Гокления. Селенографические координаты центра кратера 11°59′ ю. ш. 44°04′ в. д. / 11,98° ю. ш. 44,07° в. д., диаметр 37,2 км, глубина 1700 м.
Кратер Магеллан имеет полигональную форму с небольшими выступами в восточной и западной части и умеренно разрушен. Вал несколько сглажен, северо-западный участок вала спрямлен. К юго-восточной части вала примыкает сателлитный кратер Магеллан А (см. ниже). Внутренний склон вала гладкий. Высота вала над окружающей местностью достигает 1030 м, объём кратера составляет приблизительно 1200 км³. Дно чаши затоплено базальтовой лавой, альбедо чаши кратера соответствует поверхности Моря Изобилия. 

## Сателлитные кратеры
| Магеллан | Координаты                                            | Диаметр, км |
| -------- | ----------------------------------------------------- | ----------- |
| A        | 12°44′ ю. ш. 44°59′ в. д. / 12,73° ю. ш. 44,99° в. д. | 29,3        |

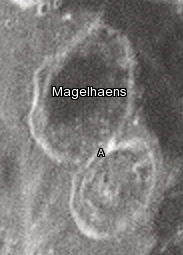
Снимок Девида Кемпбелла.

- Образование сателлитного кратера Магеллан A относится к позднеимбрийскому периоду[1].